# Caswell County
Caswell County är ett administrativt område i delstaten North Carolina, USA, med 23 719 invånare. Den administrativa huvudorten (county seat) är Yanceyville.

## Geografi
Enligt United States Census Bureau har countyt en total area på 1 110 km². 1 101 km² av den arean är land och 9 km² är vatten.  

### Angränsande countyn
- Pittsylvania County, Virginia - norr
- Halifax County, Virginia - nordost
- Person County - öster
- Orange County - sydost
- Alamance County - sydväst
- Rockingham County - väster